# Institute for Science and International Security
Das Institute for Science and International Security (ISIS) ist ein von der US-Regierung unabhängiges Militärforschungsinstitut mit Sitz in Washington, D.C.
Es wurde 1993 von David Albright, einem ehemaligen Nuklearwaffeninspekteur der Vereinten Nationen, gegründet und setzt sich nach dem Motto „Employing Science in the Pursuit of Peace“ (Wissenschaftliches Handeln im Streben nach Frieden), für die Abrüstung von Nuklearwaffen ein.